# Лодине
Лодѝне (на италиански и на сардински: Lodine) е село и община в Южна Италия, провинция Нуоро, автономен регион и остров Сардиния. Разположено е на 884 m надморска височина. Населението на общината е 380 души (към 2010 г.).